# Hugh Grant
Pour les articles homonymes, voir Hugh Grant (homonymie) et Grant.
Hugh Grant [hjuː ɡɹɑːnt], né le 9 septembre 1960 dans le quartier londonien de Hammersmith, est un acteur et producteur britannique.
Il est principalement connu pour avoir tenu les premiers rôles masculins de plusieurs comédies romantiques britanniques à succès des années 1990 : Quatre mariages et un enterrement (1994), aux côtés d'Andie MacDowell, Raison et Sentiments (1995), avec Emma Thompson, Coup de foudre à Notting Hill (1999), face à Julia Roberts, Le Journal de Bridget Jones (2001), mené par Renée Zellweger, et sa suite Bridget Jones : L'Âge de raison (2004), ou encore Love Actually (2003).
Au début des années 2000, il s'essaie à des personnages plus sombres sous la direction des réalisateurs américains Chris Weitz et Paul Weitz : un célibataire endurci dans la comédie dramatique Pour un garçon (2002) et un animateur de télé-crochet cynique pour la satire American Dreamz (2006). Finalement, il collabore surtout avec le scénariste et réalisateur américain Marc Lawrence pour de nouvelles comédies romantiques : L'Amour sans préavis (2002) l'oppose à Sandra Bullock, Le Come-Back (2007) à Drew Barrymore, Où sont passés les Morgan ? (2009) à Sarah Jessica Parker et Les Mots pour lui dire (2014) à Marisa Tomei.
Son année 2012 est marquée par sa collaboration avec les Wachowski et Tom Tykwer pour le film Cloud Atlas dans lequel il joue plusieurs personnages, ainsi que pour son rôle du Capitaine Pirate dans le film d'animation Les Pirates ! Bons à rien, mauvais en tout du studio Aardman Animations.
En 2015, il collabore avec le réalisateur Guy Ritchie pour lequel il joue dans Agents très spéciaux : Code UNCLE (2015), The Gentlemen (2019) et Operation Fortune: Ruse de guerre (2022). En parallèle, s'il joue l'antagoniste du film Paddington 2 (2017), il se fait également remarquer à la télévision, jouant les premiers rôles dans les mini-séries A Very English Scandal (2018) et The Undoing (2020).

## Biographie
Hugh Grant est né à Hammersmith en Angleterre, dans une famille d'origine écossaise, du capitaine James Murray Grant (né en 1929), directeur d'une entreprise de tapisserie et de Fynvola Susan Maclean (1933-2001), professeur de français. Il parle le français couramment.
Hugh Grant a un frère aîné, James. Son arrière-grand-père, James Stewart (en), était écossais et connu pour avoir été le second de l'explorateur David Livingstone. Sa famille descend par ailleurs du pair jacobite William Drummond (1690-1746), 4e vicomte Strathallan. Hugh Grant a aussi un lien de parenté avec l'acteur Thomas Brodie-Sangster : l'arrière-grand-mère de Thomas Brodie-Sangster était la sœur de la grand-mère de Hugh Grant.
Hugh Grant fréquente l'école Wetherby School, Latymer Upper School, puis l'université d'Oxford (New College), où il étudie la langue anglaise et devient un membre notoire de la Piers Gaveston Society (en). Il est diplômé d'histoire de l'art.

### Carrière

#### Débuts et révélation (1982-1994)
Hugh Grant fait ses débuts en 1982 dans un téléfilm intitulé Privileged. Il est alors connu sous le nom de « Hughie Grant ». Ce n'est que trois ans plus tard que les rôles à la télévision se multiplient.
En 1987, il reçoit la récompense du meilleur acteur au festival international de Venise pour son rôle d'homosexuel refoulé dans le film Maurice de James Ivory. En 1988, il fait une apparition remarquée dans le film de Ken Russell Le Repaire du ver blanc et en 1991, il tient le rôle de Frédéric Chopin dans le film Impromptu. En 1992, il donne la réplique à Kristin Scott Thomas dans le film Lunes de fiel (Bitter Moon) de Roman Polanski. En 1993, il partage la vedette du film Les Vestiges du jour, avec Sir Anthony Hopkins et Emma Thompson.
En 1994, il connaît un véritable succès grâce à la comédie romantique Quatre mariages et un enterrement. Il remporte ainsi plusieurs prix dont le Golden Globe du meilleur acteur dans un film musical ou une comédie ainsi qu'un BAFTA Award, en 1995. Le film l'impose auprès du grand public mondial comme l'anglais charmant, romantique et maladroit.

#### Progression et confirmation critique et commerciale (1995-2003)

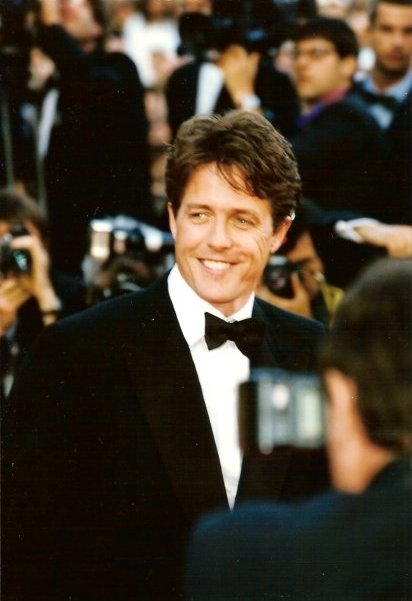
L'acteur au Festival de Cannes 1997.

L'acteur intéresse désormais Hollywood : en 1995, il est à l'affiche de cinq longs-métrages : il partage l'affiche de la romance historique An Awfully Big Adventure avec Alan Rickman ; puis porte la comédie dramatique L'Anglais qui gravit une colline mais descendit une montagne ; partage l'affiche de la comédie romantique Neuf mois aussi avec Julianne Moore ; mais surtout, il forme, avec Emma Thompson, Kate Winslet et de nouveau Alan Rickman, le quatuor central de la romance historique Raison et Sentiments. Il tient aussi un second rôle dans le drame historique Le Don du Roi, avec Robert Downey Jr. et Sam Neill.
L'année 1996 le voit tenter de changer de registre : le thriller criminel Mesure d'urgence, face à Gene Hackman. Mais le long-métrage passe inaperçu. L'acteur opère cependant un retour spectaculaire trois ans plus tard en partageant l'affiche de la comédie romantique Coup de foudre à Notting Hill avec l'actrice américaine Julia Roberts, le confirme définitivement en star du genre. Le film, écrit par Richard Curtis, est très bien reçu par la critique et constitue, encore aujourd'hui, le plus gros succès commercial de sa carrière. La même année, l'échec de la comédie romantique Mickey les yeux bleus, avec Jeanne Tripplehorn, est ainsi relatif.
L'acteur tourne sous la direction de Woody Allen dans la comédie décalée Escrocs mais pas trop, en 2000, il enchaîne l'année d'après avec une nouvelle comédie romantique, Le Journal de Bridget Jones (2001), aux côtés de Renée Zellweger et Colin Firth. Un nouveau succès critique et commercial.
En 2002, il joue de son image d'éternel célibataire dans la comédie dramatique Pour un garçon, de Chris et Paul Weitz, où il a pour principal partenaire de jeu un tout jeune Nicholas Hoult. Le film est acclamé par la critique. En revanche, la même année, sa nouvelle comédie romantique hollywoodienne L'Amour sans préavis, de Marc Lawrence avec Sandra Bullock est très mal reçue, mais fonctionne très bien commercialement.
Il ne prend ainsi pas de risques en 2003 en faisant confiance au scénariste de Coup de foudre à Notting Hill dont il rejoint le premier film en tant que réalisateur : la comédie chorale romantique Love Actually, qui lui permet de partager l'affiche avec Alan Rickman, Emma Thompson, Liam Neeson, Laura Linney ou encore Bill Nighy. De même quand il poursuit l'aventure de Bridget Jones : L'Âge de raison. Les deux films sont des succès commerciaux, même si le second est mal accueilli par la critique.

#### Échecs commerciaux et diversification (2006-2016)

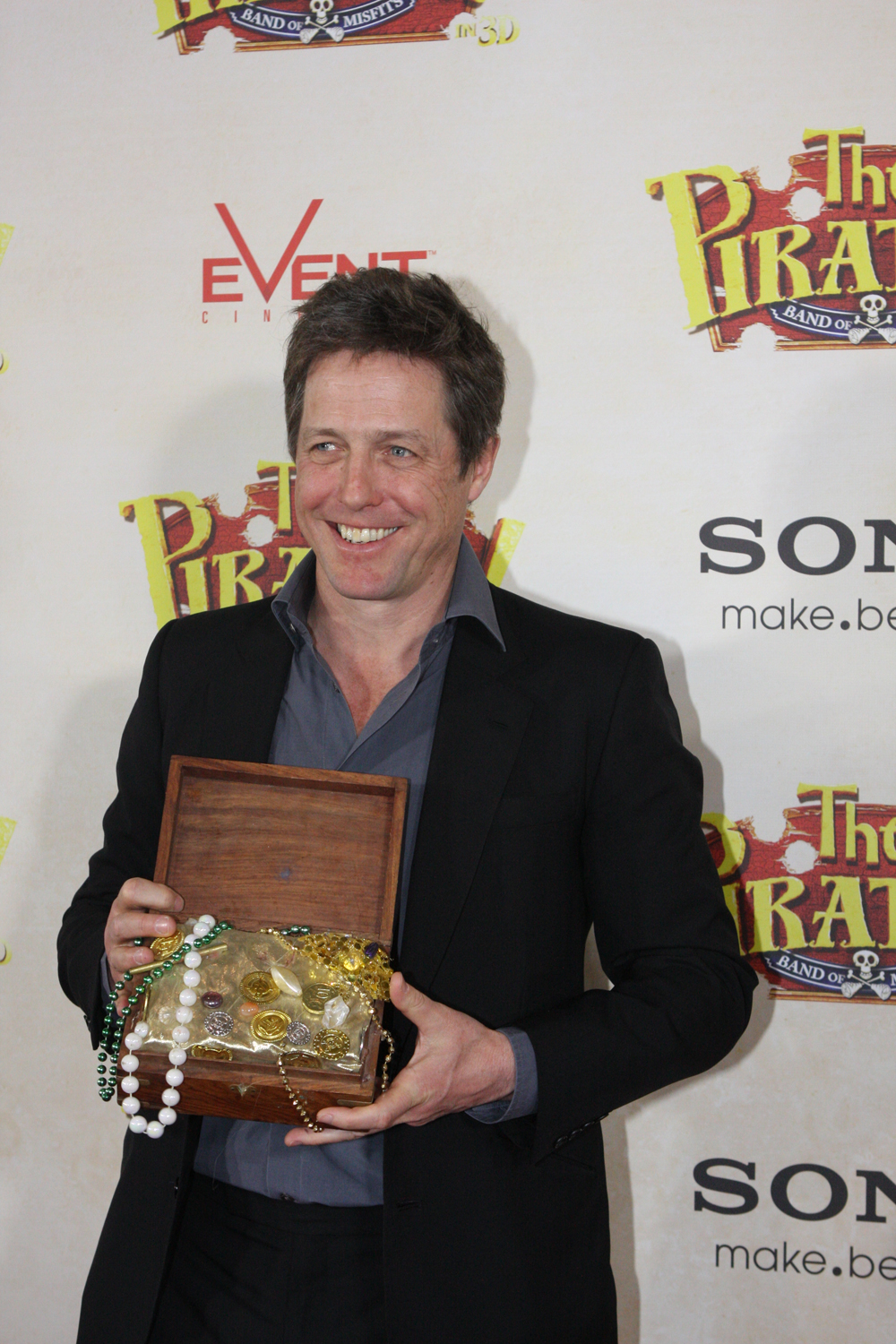
À Sydney, en 2012, à la première des Pirates ! Bons à rien, mauvais en tout.

En 2006, alors âgé de 46 ans, l'acteur renoue avec Paul Weitz pour un projet différent de son genre de prédilection : mais la satire American Dreamz déçoit la critique et constitue un échec commercial, ne parvenant pas à rembourser son budget. L'acteur enchaîne alors avec deux comédies romantiques réalisées par Marc Lawrence : en 2007 Le Come-Back, avec Drew Barrymore, puis Où sont passés les Morgan ? en 2010, face à Sarah Jessica Parker. Si le ton légèrement satirique du premier convainc la critique et le public, le second est cependant un échec sur les deux plans.
Il décide alors de s'aventurer dans des genres différents : en 2012, pour la coproduction internationale Cloud Atlas, de Tom Tykwer et Andy et Lana Wachowski, il interprète ainsi une série de rôles différents, à l'instar de ses partenaires Halle Berry et Tom Hanks. Cette ambitieuse fresque fantastique et de science-fiction impressionne une grande partie de la critique, mais ne rencontre pas le grand public. Il n'a pas plus de chance en 2015 avec le blockbuster de Guy Ritchie, Agents très spéciaux : Code UNCLE (The Man from U.N.C.L.E.), qui convainc également la critique, mais déçoit au box-office.
En 2014, lorsqu'il revient à 54 ans vers la comédie romantique, c'est pour une quatrième fois sous la direction de Marc Lawrence, mais pour un film indépendant et plus intimiste, où il a pour partenaire Marisa Tomei. Les Mots pour lui dire passe cependant inaperçu. Il choisit parallèlement de décliner le troisième et dernier chapitre de Le journal de Bridget Jones, dont le scénario ne l'aurait pas satisfait. Il est donc remplacé par une autre figure de la fiction romantique, l'américain Patrick Dempsey.
En 2016, il revient dans le biopic Florence Foster Jenkins, de Stephen Frears, avec les acteurs américains Simon Helberg dans le rôle du pianiste et Meryl Streep dans le rôle-titre. Il y joue le rôle de St. Clair Bayfield, un mari aimant et dévoué.
Fin septembre 2016, il est récompensé par le Festival du film de Zurich qui lui remet un œil d'or pour l'ensemble de sa carrière.

### (depuis 2017)
En 2017, il est à l'affiche de Paddington 2 de Paul King.
Il revient à la télévision en 2018 en partageant l'affiche de la mini-série historique d'Amazon Prime, A Very English Scandal, avec le jeune Ben Whishaw.
Fort de cette expérience, il accepte ensuite de partager l'affiche d'une nouvelle série de la chaîne HBO, The Undoing avec Nicole Kidman .
En 2023, il interprète un voyou médiéval sans foi ni loi dans Donjons et Dragons : L'Honneur des voleurs (2023). Il incarne également un Oompa Loompa nommé Lofty dans Wonka, plus inspiré des créatures des films Charlie et la Chocolaterie.
En 2024, l’acteur incarne un psychopathe à l’éloquence meurtrière dans le film d’horreur Heretic.

## Vie privée

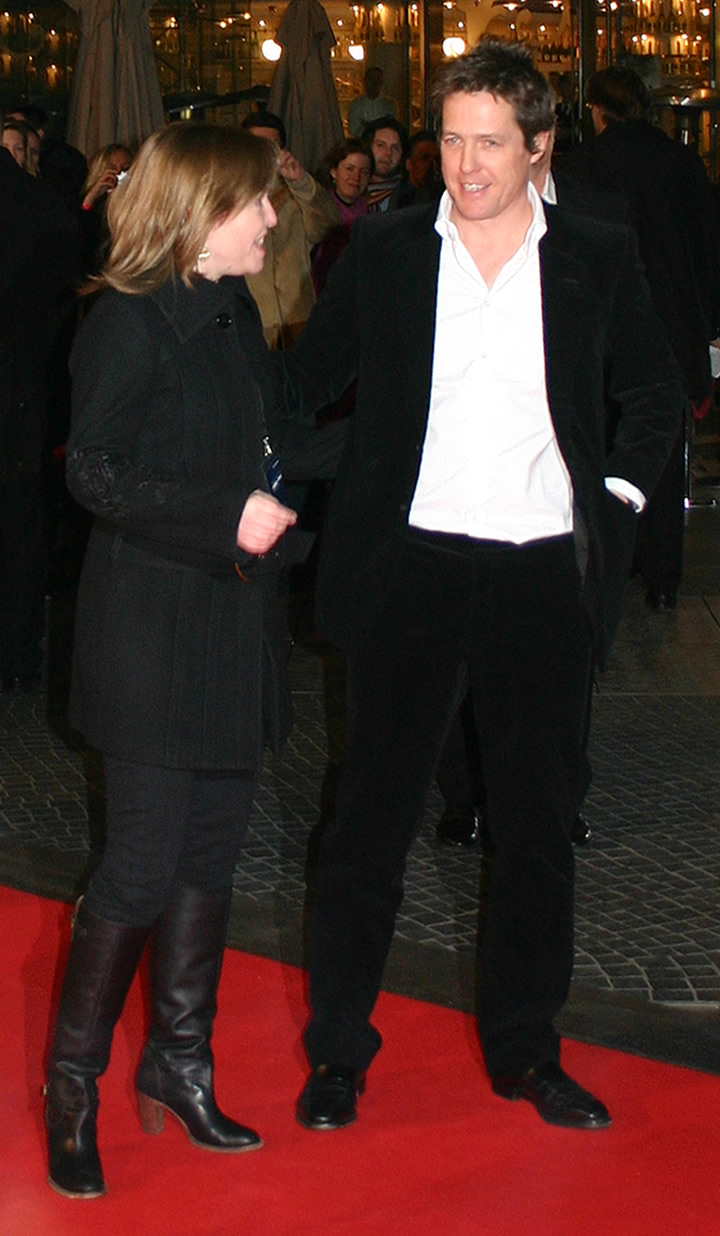
Hugh Grant en 2007 à la première du Come-Back.

Il partage la vie de Liz Hurley de 1987 à 2000. Elle se fait remarquer, vêtue d'une longue robe noire Versace, en l'accompagnant en 1994 à la première du film Quatre mariages et un enterrement.
Le 27 juin 1995, il fait scandale en se faisant arrêter par la police pour « exhibition sexuelle » (« misdemeanour lewd conduct in a public place ») alors qu'une prostituée, Divine Brown, lui pratique une fellation dans sa voiture.
Le scandale provoque la rupture avec Liz Hurley. En 2002, il devient le parrain du fils de Liz Hurley, le petit Damian Charles Hurley.
En 2001, il a une brève liaison avec l'actrice Sandra Bullock.
Il est le père d'une fille, Tabitha, née en novembre 2011, et d'un garçon, Félix, né le 29 décembre 2012, de sa relation avec Tinglan Hong.
Selon The Sun, Hugh Grant a reconnu en 2013 son troisième enfant, un fils nommé John Mungo, né en septembre 2012, dont la mère est la productrice de télévision suédoise Anna Elisabet Eberstein (qui est la fille de la femme politique suédoise Susan Eberstein). Hugh Grant et Anna Elisabet Eberstein accueillent leur quatrième enfant, une fille, née le 16 décembre 2015 et un cinquième enfant, né le 9 mars 2018.
Il épouse Anna Elisabet Eberstein en mai 2018, à l'âge de 57 ans.

## Engagement politique
En 2011, le scandale du piratage téléphonique par News International éclate. Des employés du tabloid britannique News of the World sont accusés d'avoir placé plusieurs personnalités sur écoute. Hugh Grant en fait partie et accuse plusieurs politiciens d'être liés à cette affaire. L'acteur britannique a par ailleurs fait de nombreuses fois allusion aux intrusions des paparazzis dans sa vie privée. Il s'engage donc en politique avec la campagne Hacked Off destinée à protéger et rendre justice aux victimes des tabloids. Cette organisation milite pour un journalisme gratuit et responsable devant la loi. En 2016, c'est le Mirror Group Newspaper (qui détient le populaire The Daily Mirror) qu'il accuse de piratage. Il obtient gain de cause et reçoit des dommages et intérêts.
Bien qu'il ne se rattache à aucun parti politique, Hugh Grant a assisté à plusieurs réunions des Libéraux-démocrates. Il a aussi manifesté son soutien au député libéral-démocrate Danny Alexander, à deux candidats du Parti travailliste, Tom Watson et son ancien agent Michael Foster (en), lors de l'élection générale britannique de 2015.
Hugh Grant s'est également opposé au Brexit à plusieurs reprises. En 2019, il milite pour un vote tactique afin d'arrêter la majorité conservatrice et le Brexit, en se rapprochant de candidats de gauche (libéraux-démocrates et travaillistes). Il s'est également attaqué à Boris Johnson en tweetant « Tu ne vas pas foutre en l'air l'avenir de mes enfants. Tu ne saboteras pas les libertés pour lesquelles mon père a combattu lors des deux guerres mondiales. […] ».

## Filmographie
Note : sauf mention contraire, les informations ci-dessous sont issues de la filmographie de Hugh Grant provenant de l'Internet Movie Database.

### Cinéma

#### Années 1980
- 1982 : Privileged (en) de Michael Hoffman : Lord Adrian
- 1987 : Maurice de James Ivory : Clive Durham
- 1987 : Sur la route de Nairobi (White Mischief) de Michael Radford : Hugh
- 1988 : The Dawning (en) de Robert Knights : Harry
- 1988 : Le Repaire du ver blanc (The Lair of the White Worm) de Ken Russell : Lord James d'Ampton
- 1988 : Remando al viento (Remando al viento) de Gonzalo Suárez : Lord Byron
- 1988 : La Nuit bengali (The Bengali Night) de Nicolas Klotz : Allan

#### Années 1990
- 1990 : The Big Man de David Leland : Gordon
- 1991 : Impromptu de James Lapine : Frédéric Chopin
- 1992 : Lunes de fiel (Bitter Moon) de Roman Polanski : Nigel
- 1993 : Train de nuit pour Venise (Night Train to Venice) de Carlo U. Quinterio : Martin
- 1993 : Sirènes (Sirens) de John Duigan : Anthony Campion
- 1993 : Les Vestiges du jour (The Remains of the Day) de James Ivory : Reginald Cardinal
- 1994 : Quatre Mariages et un enterrement (Four Weddings and a Funeral) de Mike Newell : Charles
- 1995 : An Awfully Big Adventure de Mike Newell : Meredith Potter
- 1995 : L'Anglais qui gravit une colline mais descendit une montagne (The Englishman Who Went Up a Hill But Came Down a Mountain) de Christopher Monger : Reginald Anson
- 1995 : Neuf mois aussi (Nine Months) de Chris Columbus : Samuel Faulkner
- 1995 : Raison et Sentiments (Sense and Sensibility) de Ang Lee : Edward Ferrars
- 1995 : Le Don du roi (Restoration) de Michael Hoffman : Elias Finn
- 1996 : Mesure d'urgence (Extreme Measures) de Michael Apted : Dr Guy Luthan
- 1999 : Coup de foudre à Notting Hill (Notting Hill) de Roger Michell : William Thacker
- 1999 : Mickey les yeux bleus (Mickey Blue Eyes) de Kelly Makin : Michael Felgate

#### Années 2000
- 2000 : Escrocs mais pas trop (Small Time Crooks) de Woody Allen : David
- 2001 : Le Journal de Bridget Jones (Bridget Jones's Diary) de Sharon Maguire : Daniel Cleaver
- 2002 : Pour un garçon (About a Boy) de Chris Weitz et Paul Weitz : Will Freeman
- 2002 : L'Amour sans préavis (Two Weeks Notice) de Marc Lawrence : George Wade
- 2003 : Love Actually de Richard Curtis : le Premier Ministre
- 2004 : Bridget Jones : L'Âge de raison (Bridget Jones: The Edge of Reason) de Beeban Kidron : Daniel Cleaver
- 2005 : Travaux, on sait quand ça commence... de Brigitte Roüan : le nouveau voisin
- 2006 : American Dreamz de Paul Weitz : Martin Tweed
- 2007 : Le Come-Back (Music and Lyrics) de Marc Lawrence :Alex Fletcher
- 2009 : Où sont passés les Morgan ? (Did You Hear About the Morgans?) de Marc Lawrence : Paul Morgan

#### Années 2010
- 2010 : I'm Still Here de Casey Affleck : lui-même
- 2012 : Cloud Atlas des Wachowski et Tom Tykwer : Révérend Giles Horrox / Gérant de l'hôtel / Lloyd Hooks / Denholme Cavendish / Superviseur Rhee / Chef Kona
- 2014 : Les Mots pour lui dire (The Rewrite) de Marc Lawrence : Keith Michaels
- 2015 : Agents très spéciaux : Code UNCLE (The Man from UNCLE) de Guy Ritchie : Alexander Waverly
- 2016 : Florence Foster Jenkins de Stephen Frears : St Clair Bayfield
- 2017 : Paddington 2 de Paul King : Phoenix Buchanan

#### Années 2020
- 2020 : The Gentlemen de Guy Ritchie : Fletcher
- 2022 : Glass Onion : Une histoire à couteaux tirés de Rian Johnson : Philip
- 2023 : Donjons et Dragons : L'Honneur des voleurs (Dungeons & Dragons: Honor Among Thieves) de Jonathan Goldstein et John Francis Daley : Forge Fitzwilliam
- 2023 : Operation Fortune: Ruse de guerre de Guy Ritchie : Greg Simmonds
- 2023 : Wonka de Paul King : Lofty, le Oompa Loompa
- 2024 : Unfrosted : L'épopée de la Pop-Tart (Unfrosted) de Jerry Seinfeld : Thurl Ravenscroft
- 2024 : Paddington au Pérou (Paddington in Peru) de Dougal Wilson : Phoenix Buchanan (caméo non crédité)
- 2024 : Heretic de Scott Beck et Bryan Woods : M. Reed
- 2025 : Bridget Jones : Folle de lui (Bridget Jones: Mad About the Boy) de Michael Morris : Daniel Cleaver

#### Court métrage
- 2017 : Love Actually 2

### Télévision

#### Téléfilms
- 1985 : Honour, Profit & Pleasure de Anna Ambrose : Burlington
- 1986 : Lord Elgin and Some Stones of No Value de Christopher Miles : William Hamilton / James
- 1989 : Le Cavalier masqué (The Lady and the Highwayman) de John Hough : Lord Lucius Vyne
- 1989 : Le Secret de Château Valmont de Charles Jarrott : Bruno de Lancel
- 1989 : Champagne Charlie (en) de Allan Eastman : Charles Heidsieck
- 1991 : Au-delà du désespoir (en) de John Erman : James
- 1999 : Doctor Who and the Curse of Fatal Death de John Henderson : le Docteur
- 2017 : Red Nose Day Actually (en) de Richard Curtis et Mat Whitecross : le Premier Ministre
- 2021 : Death to 2020 de Al Campbell et Alice Mathias : Tennyson Foss, professeur d'Histoire.

#### Séries télévisées
- 1985 : The Last Place on Earth : Cherry-Garrard (mini-série, 6 épisodes)
- 1985 : The Detective : Andrew Blankenall (2 épisodes)
- 1985 : La Guerre de Jenny (en) : Peter Baines (mini-série, 4 épisodes)
- 1986 : A Very Peculiar Practice (en) : le pasteur Colin (saison 1, épisode 2)
- 1986 : Ladies in Charge : Gerald Boughton-Green (saison 1, épisode 5)
- 1986 : Shades of Darkness : Robert Drover (saison 2, épisode 1)
- 1989 : Till We Meet Again (en) : Bruno de Lancel (mini-série, 2 épisodes)
- 1991-1993 : Performance : Richard Neville / Alsemero (saison 1, épisode 5 / saison 3, épisode 5)
- 1996 : Une nounou d'enfer (The Nanny) : lui-même (saison 4, épisode 4)
- 2017 : W1A : lui-même (saison 3, épisode 4)
- 2018 : A Very English Scandal : Jeremy Thorpe
- 2020 : The Undoing, adapté par David E. Kelley, réalisé par Susanne Bier (mini série télévisée) : Jonathan Fraser
- 2024 : The Regime (mini-série) de Stephen Frears : Edward Keplinger, l'ex-chancelier

### Animation
Films
- 2012 : Les Pirates ! Bons à rien, mauvais en tout (The Pirates! In an Adventure with Scientists!) de Peter Lord et Jeff Newitt : Capitaine Pirate
- 1999 : Robbie le renne dans la grande course polaire (Hooves of Fire) de Richard Goleszowski (en) : Éclair (Blitzen en VO) - court-métrage télévisé
- 2002 : Robbie le renne 2 : la légende du peuple oublié (Robbie the Reindeer in Legend of the Lost Tribe) de Peter Peake : Éclair (Blitzen en VO) - court-métrage télévisé

Séries télévisées
- 1992 : Shakespeare: The Animated Tales : Sebastian (saison 1, épisode 6)

## Distinctions

### Récompenses et nominations
| Année | Film                                         | Récompense                                                                                | Prix       |
| ----- | -------------------------------------------- | ----------------------------------------------------------------------------------------- | ---------- |
| 1987  | Maurice                                      | Mostra de Venise 1987 : Coupe Volpi de la meilleure interprétation masculine              | Lauréat    |
| 1995  | Quatre mariages et un enterrement            | British Academy Film Award du meilleur acteur                                             | Lauréat    |
| 1995  | Quatre mariages et un enterrement            | Golden Globe Award : Meilleur acteur dans un film musical ou une comédie                  | Lauréat    |
| 1995  | Quatre mariages et un enterrement            | Evening Standard British Film Awards : Peter Sellers Award for Comedy                     | Lauréat    |
| 1995  | Quatre mariages et un enterrement            | London Critics Circle Film Awards 1994 : Special Achievement Award                        | Lauréat    |
| 1995  | Quatre mariages et un enterrement            | MTV Movie Awards : Meilleure révélation masculine                                         | Nomination |
| 1995  | Quatre mariages et un enterrement            | David di Donatello du meilleur acteur étranger                                            | Nomination |
| 1995  | Quatre mariages et un enterrement et Sirènes | Chicago Film Critics Awards 1994: Acteur le plus prometteur                               | Lauréat    |
| 1995  | Raison et sentiments                         | Screen Actors Guild Award de la meilleure distribution                                    | Nomination |
| 1999  | Coup de Foudre à Notting Hill                | Kids' Choice Awards : Blimp award du couple préféré (partagé avec Julia Roberts)          | Nomination |
| 2000  | Coup de Foudre à Notting Hill                | Golden Globe Award : Meilleur acteur dans un film musical ou une comédie                  | Nomination |
| 2000  | Coup de Foudre à Notting Hill                | Blockbuster Entertainment Award : Acteur préféré dans une comédie romantique              | Nomination |
| 2000  | Coup de Foudre à Notting Hill                | 5th Empire Awards: Meilleur acteur britannique                                            | Lauréat    |
| 2000  | Coup de Foudre à Notting Hill                | Csapnivalo Awards : Meilleur acteur (avec Keanu Reeves)                                   | Lauréat    |
| 2001  | Le Journal de Bridget Jones                  | European Film Awards : Jameson People's Choice Award du meilleur acteur européen          | Nomination |
| 2001  | Le Journal de Bridget Jones                  | Teen Choice Awards : Choice Movie : Liplock (partagé avec Renée Zellweger)                | Nomination |
| 2002  | Le Journal de Bridget Jones                  | Evening Standard British Film Awards : Peter Sellers Award for Comedy                     | Lauréat    |
| 2002  | Le Journal de Bridget Jones                  | 7th Empire Awards : Meilleur acteur britannique                                           | Nomination |
| 2002  | Le Journal de Bridget Jones                  | Satellite Awards : Meilleur acteur de rôle secondaire dans un film musical ou une comédie | Nomination |
| 2003  | Pour un garçon                               | London Critics Circle Film Awards 2002 : ALFS Award pour l'acteur britannique de l'année  | Lauréat    |
| 2003  | Pour un garçon                               | 8th Empire Awards : Meilleur acteur britannique                                           | Lauréat    |
| 2003  | Pour un garçon                               | Golden Camera (Goldene Kamera) Awards : Meilleur acteur international                     | Lauréat    |
| 2003  | Pour un garçon                               | Golden Globe Award : Meilleur acteur dans un film musical ou une comédie                  | Nomination |
| 2003  | Pour un garçon                               | Satellite Awards : Meilleur acteur dans un film musical ou une comédie                    | Nomination |
| 2003  | Pour un garçon                               | Chicago Film Critics Awards 2002 : Meilleur acteur                                        | Nomination |
| 2003  | Pour un garçon                               | GQ Men of the Year Awards : Meilleur acteur dans une comédie                              | Lauréat    |
| 2004  | Love Actually                                | European Film Awards : Jameson People's Choice Award du meilleur acteur européen          | Nomination |
| 2004  | Love Actually                                | Phoenix Film Critics Society Awards de la meilleure distribution de l'année               | Nomination |
| 2007  | Le Come-Back (2007)                          | Teen Choice Awards : Choice Movie : Liplock (partagé avec Drew Barrymore)                 | Nomination |
| 2016  | Ensemble de sa carrière cinématographique    | Festival du Film de Zurich : Œil d'or pour l'ensemble de sa carrière                      | Lauréat    |
| 2016  | Florence Foster Jenkins                      | Hollywood Film Award : Prix du Meilleur Second Rôle                                       | Lauréat    |
| 2016  | Florence Foster Jenkins                      | Broadcast Film Critics Association Awards : Meilleur acteur dans une comédie              | Nomination |
| 2016  | Florence Foster Jenkins                      | Prix du cinéma européen : Meilleur acteur européen                                        | Nomination |
| 2016  | Florence Foster Jenkins                      | Phoenix Film Critics Society Awards : Prix du Meilleur acteur dans un second rôle         | Nomination |
| 2016  | Florence Foster Jenkins                      | Satellite Awards : Meilleur acteur dans un second rôle                                    | Nomination |
| 2017  | Florence Foster Jenkins                      | Golden Globes : Meilleur acteur dans un second rôle                                       | Nomination |
| 2017  | Florence Foster Jenkins                      | BAFTA Awards : Meilleur acteur dans un second rôle                                        | Nomination |
| 2017  | Florence Foster Jenkins                      | London Critics Circle Film Awards : Meilleur acteur Britannique de l'année                | Nomination |
| 2021  | The Undoing                                  | Golden Globe du meilleur acteur dans une mini série ou téléfilm                           | Nomination |
| 2021  | The Undoing                                  | Screen Actors Guild Award du meilleur acteur dans une mini-série ou un téléfilm           | Nomination |

## Voix francophones
En version française, Hugh Grant est doublé par plusieurs comédiens entre 1987 et 1996. Ainsi, il est doublé à deux reprises chacun par Vincent Cassel dans Quatre mariages et un enterrement et Neuf mois aussi, par Guillaume Orsat dans Raison et Sentiments et Mesure d'urgence, ainsi que par Emmanuel Curtil dans Le Don du roi et Une nounou d'enfer. À titre exceptionnel, il est doublé par Éric Herson-Macarel dans Maurice, par Gabriel Le Doze dans Le Repaire du ver blanc par Vincent Ropion dans Champagne Charlie, par Thierry Ragueneau dans Le Secret du Château Valmont, par Bernard Gabay dans Les Vestiges du jour, par Bertrand Liebert dans An Awfully Big Adventure et par Jean-Philippe Puymartin dans L'Anglais qui gravit une colline mais descendit une montagne.
À partir du film Coup de foudre à Notting Hill sorti en 1999, Thibault de Montalembert devient sa voix dans la quasi-totalité de ses apparitions. Il le retrouve notamment dans Mickey les yeux bleus, les films Bridget Jones, Love Actually, Le Come-Back, Où sont passés les Morgan ?, Cloud Atlas, Agents très spéciaux : Code UNCLE, Florence Foster Jenkins, Paddington 2, A Very English Scandal, The Gentlemen ou encore Wonka. En parallèle, Pierre-François Pistorio double l'acteur à quatre occasions, dont deux fois en 2024, lui prêtant sa voix dans Escrocs mais pas trop, The Undoing, Le Régime et Heretic.
En version québécoise, Hugh Grant est principalement doublé par Daniel Picard. Ce dernier le double dans Les Vestiges du jour, Moi, papa?!, Mickey belle gueule, les films Bridget Jones, Deux semaines d'avis, American Dreamz, Couple et Couplets, Où sont passés les Morgan ? ou encore Cartographie des nuages. En parallèle, Jacques Lavallée le double dans L'Homme qui gravit une colline mais redescendit une montagne, Restauration, Mesures extrêmes et Les Gentlemen.